# Trzęsienie ziemi w Jishishan
Trzęsienie ziemi w Jishishan – silne trzęsienie ziemi, które 18 grudnia 2023 roku nawiedziło chiński region Jishishan.
Epicentrum znajduje się w pobliżu granicy Gansu i Qinghai, górzystego regionu na wschodnim krańcu wyżyny tybetańskiej. Według CEA po trzęsieniu nastąpiło dziewięć wstrząsów wtórnych o sile 3 i większej.
Jest to najtragiczniejsze w skutkach trzęsienie ziemi w Chinach od trzęsienia ziemi w Ludian w 2014 roku. W promieniu 200 km od epicentrum miały miejsce tylko trzy trzęsienia ziemi o magnitudzie większej od 6,0.

## Przebieg trzęsienia
Trzęsienie miało miejsce o 23:59 czasu lokalnego, gdy wiele osób spało w swoich domach. Według USGS na głębokości nieco ponad 10 km magnituda wyniosła 5,9. Chińskie CEA podało nieco wyższy odczyt o magnitudzie 6,2.
Akcję poszukiwawczo-ratunkową utrudnia mroźna pogoda. We wtorek rano w mieście Linxia w stanie Gansu, w pobliżu miejsca trzęsienia ziemi, termometry pokazały około -14 stopni Celsjusza.
Państwowy nadawca telewizyjny CCTV poinformował, że doszło do uszkodzeń linii wodociągowych i elektrycznych, a także infrastruktury transportowej i komunikacyjnej. Dziesiątki autostrad i dróg zostało uszkodzonych w wyniku licznych osunięć ziemi. Jak podało CCTV, na miejsce katastrofy wysyłano namioty, składane łóżka i kołdry. Stacja telewizyjna zacytowała chińskiego przywódcę Xi Jinpinga, który wezwał do podjęcia wszechstronnych działań poszukiwawczo-ratowniczych w celu zminimalizowania liczby ofiar.

## Reakcje międzynarodowe
ONZ – sekretarz generalny António Guterres wyraził współczucie dla mieszkańców i rządu ChRL oraz złożył kondolencje rodzinom ofiar. 
 Tajwan – prezydentka Tsai Ing-wen złożyła kondolencje oraz zaoferowała pomoc Chinom.
 Pakistan – premier Anwar ul Haq Kakar oświadczył, że jest głęboko zasmucony z powodu śmierci ludzi w owym trzęsieniu ziemi. 